# Кедр (спецподразделение)
Отдел специального назначения «Кедр» (до 1998 года отряд специального назначения «Кедр») — спецподразделение Управления Федеральной службы исполнения наказаний России по Кемеровской области.

## История
Формирование отрядов специального назначения в пенитенциарной системе СССР и России началось в соответствии с приказом МВД СССР № 421 от 13 ноября 1990 года. Костяком подобных отрядов стали бывшие офицеры советской армии, военнослужащие подразделений специального назначения из разных родов войск, ветераны Афганской войны и других горячих точек. В обязанности отрядов ФСИН входит борьба против преступных проявлений и поддержание стабильной обстановки в местах лишения свободы, охрана тюрем и органов власти, конвоирование и т.д. Многие из отрядов участвовали в контртеррористических операциях на Северном Кавказе: их бойцы в состав сводных групп МВД России, Внутренних войск МВД России и ФСБ участвовали в ликвидации незаконных вооружённых формирований.
Отряд специального назначения «Кедр» был образован в соответствии с этим приказом 29 января 1991 года в Кемеровской области. По состоянию на конец 2020 года личный состав отряда принял участие в более чем 9 тысячах мероприятий. В частности, бойцы «Кедра» 12 раз отправлялись в командировки на Северный Кавказ; участвовали в боевых операциях, в том числе по зачистке населённых пунктов; сопровождали колонны и грузы, конвоировали пленных боевиков, преступников и подозреваемых в преступлениях; ликвидировали незаконные нефтеперерабатывающие мини-заводы в Грозненском и Надтеречном районах; обеспечивали охрану представителей Совета Европы и специального представителя Президента РФ по обеспечению прав и свобод человека по всей территории Чеченской Республики; охраняли миссию ОБСЕ и держали оборону правительственных зданий Чеченской Республики.
Оперативники подготовлены для предотвращения массовых беспорядков, преступлений и правонарушений на объектах УИС, освобождения захваченных в заложники лиц, предотвращения нападений на объекты УИС, а также поиска и задержания особо опасных преступников. В частности, «Кедр» участвовал в подавлении бунта заключённых в одной из кузбасских колоний в конце 2000-х годов, в ходе которого осуждённые захватили заложников: спецназовцы провели операцию, сумев освободить всех заложников и задержать преступников.

## Личный состав
На январь 2021 года командиром отряда был полковник внутренней службы Вячеслав Фёдоров. Ранее отделом командовали следующие лица за всю историю его существования:
- Захаров О.В.
- Кафанов П.Б.
- Круппа В.В.
- Силяев Е.Ю.
- Дашков А.В.
- Батов А.Г.

Пять сотрудников отряда были награждены серебряной медалью «За доблесть в службе», а ещё пять сотрудников — «За усердие в службе». Все эти награждённые сотрудники получили медали за вклад в обеспечение безопасности экспертов Совета Европы.

## Снаряжение и обучение
Бойцы отряда оснащены десятком видов отечественного стрелкового оружия (в том числе гранатомётами) и несколькими видами спецтехники.